# Lemvig
Lemvig – miasto w Danii, w regionie Jutlandia Środkowa, w gminie Lemvig.
W mieście jest stacja kolejowa Lemvig.